# یارومیر بلاژک
یارومیر بلاژک (به چکی: Jaromír Blažek) (زاده ۲۹ دسامبر ۱۹۷۲ در برنو) دروازه‌بان فوتبال اهل چک است که در حال حاضر برای تیم اسپارتا پراگ بازی می‌کند.
او ازدواج کرده و دو بچه به نامهای یاکوب و آنتا دارد.